# Thospia
Thospia is een geslacht van vlinders van de familie snuitmotten (Pyralidae), uit de onderfamilie Phycitinae.

## Soorten
- T. alborivulella Ragonot, 1888
- T. crassipalpella Ragonot, 1888
- T. feminella Roesler, 1973
- T. paradoxella Caradja, 1927
- T. permixtella Ragonot, 1888
- T. trifasciella Ragonot, 1887
- T. tshetverikovi Kuznetzov, 1908